# Tautenhain
Tautenhain est une commune allemande de l'arrondissement de Saale-Holzland, Land de Thuringe.

## Géographie
|                     | Eisenberg  | Silbitz      |
| Weißenborn          | Tautenhain | Bad Köstritz |
| Bad Klosterlausnitz | Kraftsdorf |              |

## Histoire
Tautenhain est mentionné pour la première fois en 1284. À l'est se trouve un château.
En route pour la bataille d'Iéna, venant de Köstritz, les troupes de Napoléon passent par le village où se casse un canon qui est laissée sur place. C'est pourquoi le restaurant s'appelle "Zur Kanone".
Tautenhain est une station climatique jusqu'en 1974. Le déploiement de fusées de la Nationale Volksarmee dans la forêt à proximité sur 135 ha rend le lieu inaccessible. Les unités de la 3e brigade de missiles sont présents de 1975 à 1990.

## Source de la traduction
- (de) Cet article est partiellement ou en totalité issu de l’article de Wikipédia en allemand intitulé « Tautenhain » (voir la liste des auteurs).